# Dukat

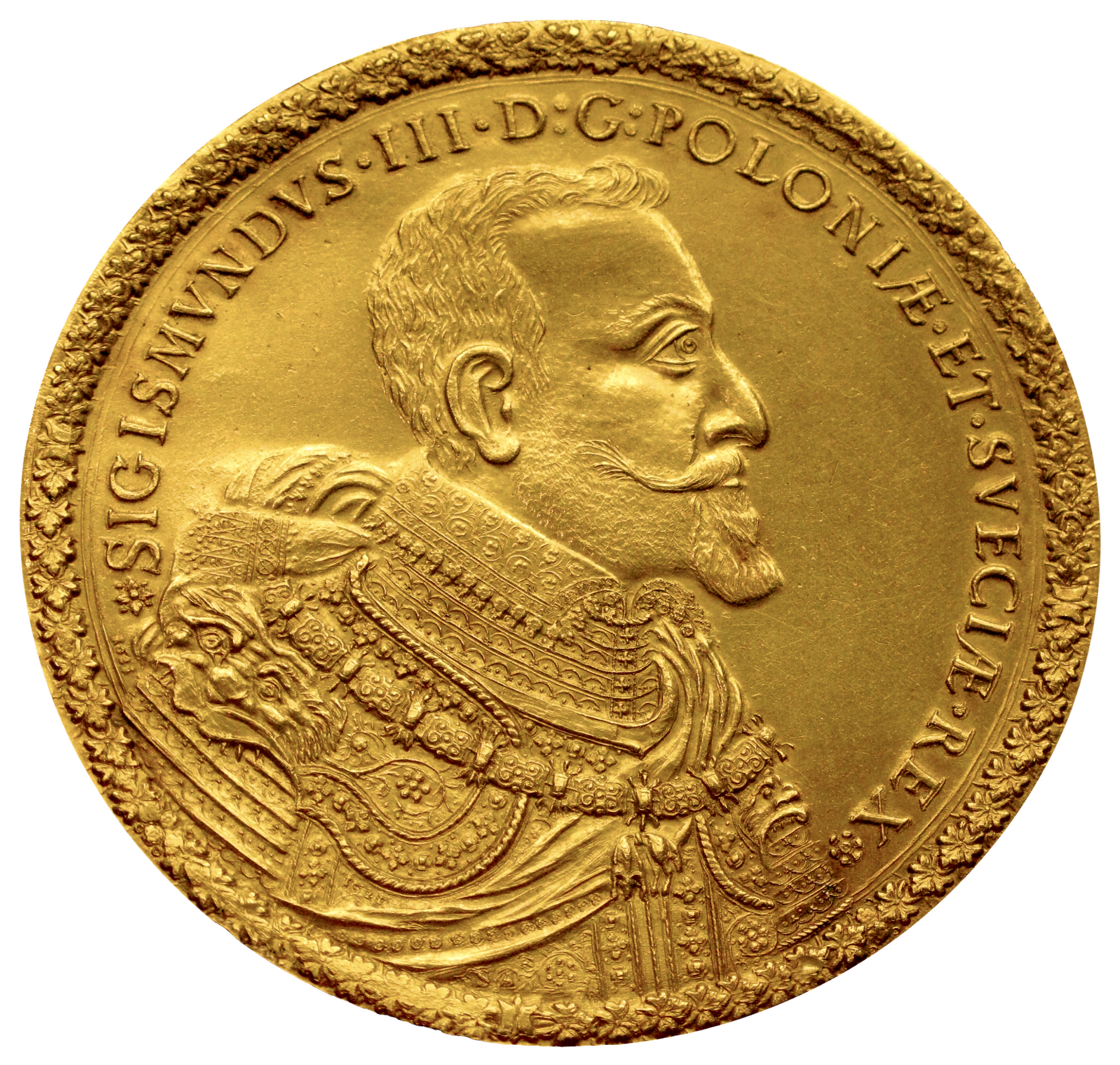
40 dukatów Zygmunta III Wazy z 1621 r.

Dukat – złota lub srebrna moneta używana w Europie od późnego średniowiecza do początków XX wieku. Według niektórych źródeł określenie to należy ograniczać jedynie do złotej monety europejskiej, o masie ok. 3,5 grama, której pierwowzorem był złoty floren bity we Florencji od 1252 r.

## Geneza
Nazwę monety wywodzi się ze średniowiecznej łaciny, w której słowo ducatus miało na niej oznaczać „odnoszący się do księcia (księstwa)”, i pierwotnie określało „monetę księcia” lub „monetę księstwa”. W 1284 r. Republika Wenecka wprowadziła do obiegu dukaty z czystego złota (dukat wenecki), na których wokół wyobrażenia Chrystusa w mandorli widniała inskrypcja: Sit tibi Christe datus quem tu regis iste ducatus (łac. dosł. Tobie Chryste niech oddane będzie, to którym rządzisz księstwo) – stąd teoria, że nazwa monety pochodzi od ostatniego słowa tej sentencji. Faktycznie nazwa ta jest wcześniejsza, gdyż pierwszym władcą, który od 1140 r. wybijał dukaty ze srebra z użyciem terminu „ducatus”, był Roger II – król Sycylii oraz książę Apulii i Kalabrii, a także inni władcy normańscy. Poprzez podobieństwo stempli nazwa ta uległa przeniesieniu na grosze weneckie, a ostatecznie i na monety złote.

## Dukaty europejskie

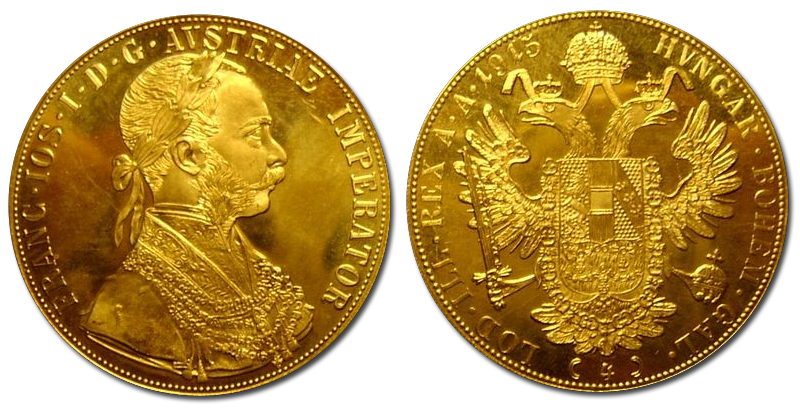
Czterodukatówka austriacka Franciszka Józefa I (1915)

Od XIV do XIX wieku dukaty emitowano w wielu innych krajach europejskich. Data wytłoczona na nich niekoniecznie odpowiada dacie emisji – np. jedno- i czterodukatówki datowane na r. 1915 wybijane są przez mennicę wiedeńską dotychczas. Jest to tzw. „nowe bicie” – czyli późniejsze wybijanie oficjalne monet z datą wcześniejszą niż rok wybicia.

## Dukaty polskie

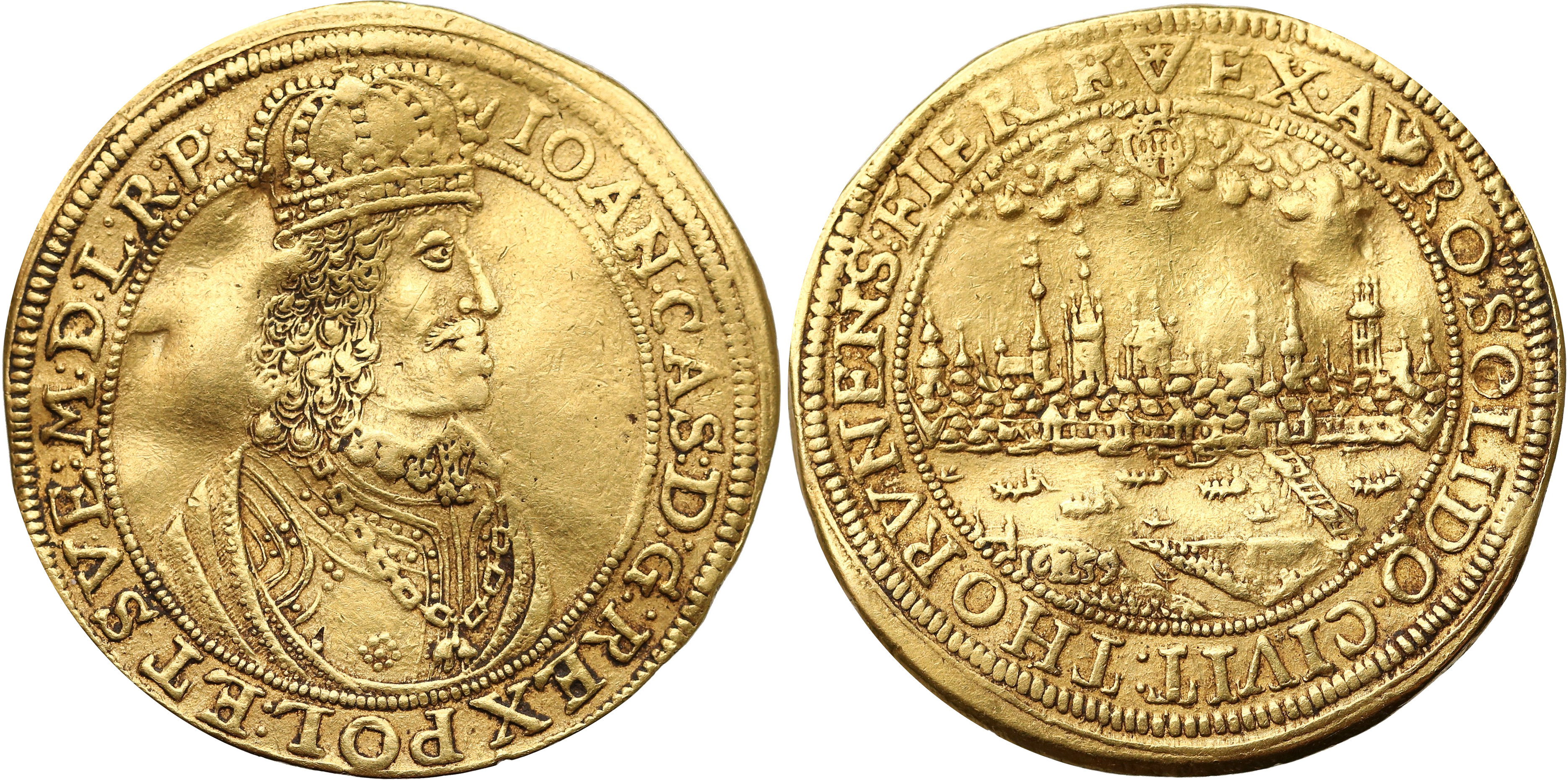
6 dukatów miejskich Torunia (1659)

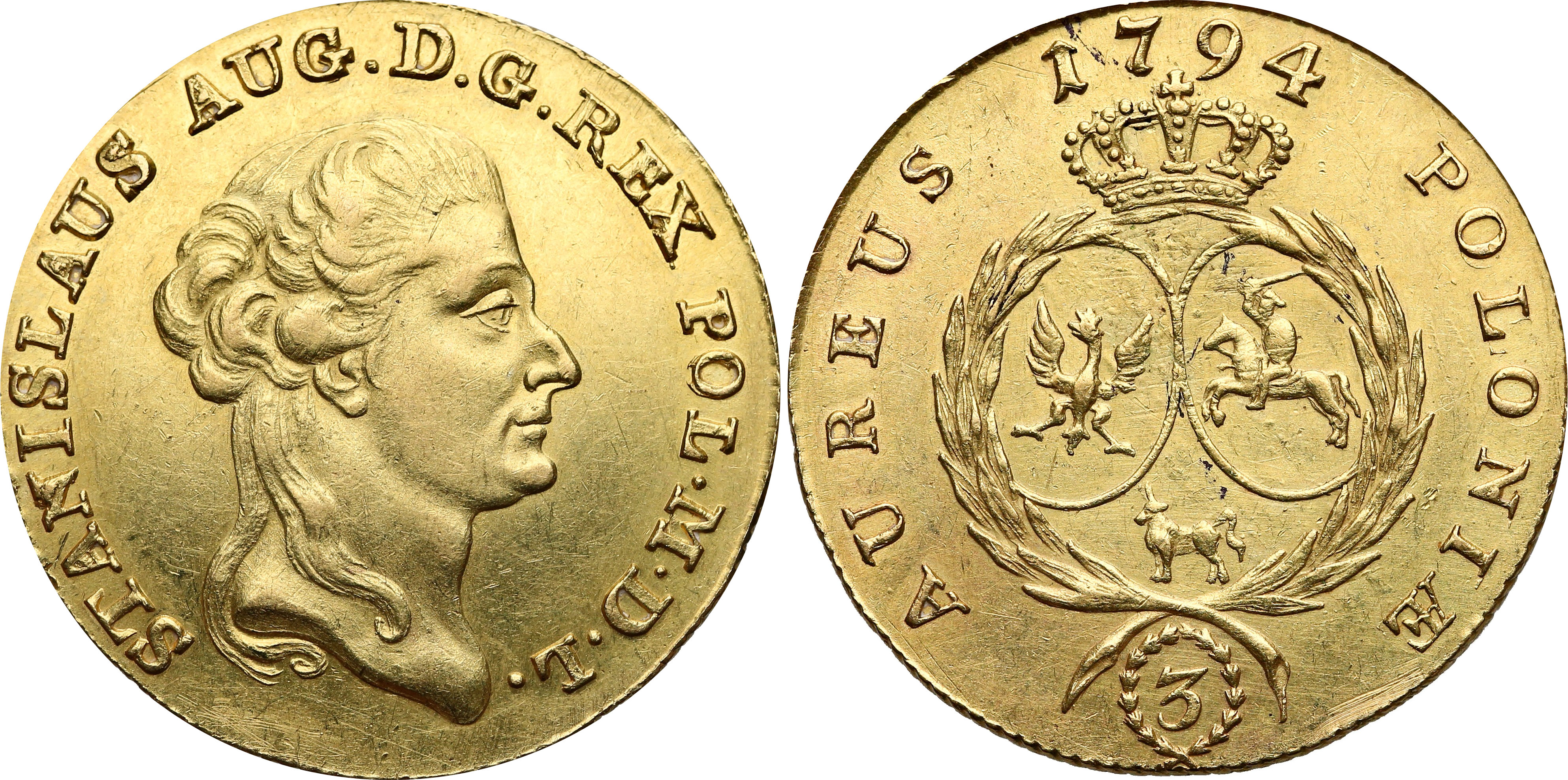
3 dukaty koronne Stanisława Augusta (1794)

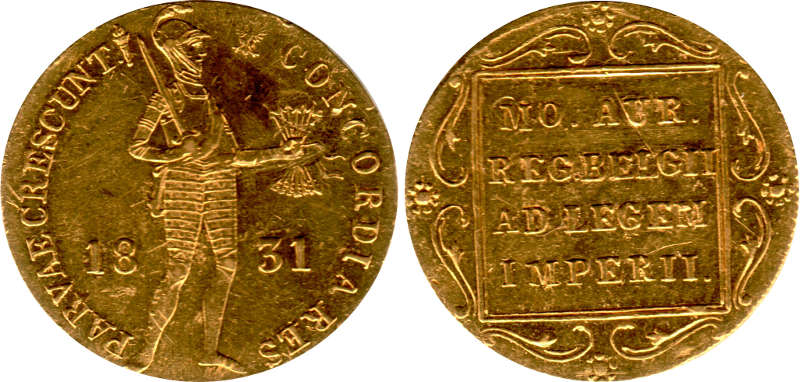
Dukat powstańczy (1831)

W Polsce po raz pierwszy wybity za Władysława Łokietka, a następnie od XVI do XIX w., zwany był powszechnie czerwonym złotym. 1 dukat o masie 3,46 g odpowiadał 3,43 g czystego złota o próbie 986. Największą monetą dukatową wybitą w Polsce było 100 dukatów z 1621 r. o średnicy niemal 70 mm i wadze 350 g złota próby 967 (znana w liczbie 14 egz. – obecnie jedna z najdroższych monet świata, która na licytacji w 2018 r. osiągnęła cenę 2,16 mln dolarów). Podczas powstania listopadowego w Polsce (1830–1831) wprowadzono tzw. dukat powstańczy o masie 3,46 g.